# Ali Bolaghi (préfecture de Miandoab)
Pour les articles homonymes, voir Ali Bolaghi.
Ali Bolaghi (en persan : علي بلاغي, également romanisé en ‘Alī Bolāghī ; en azéri : Əlibulağı) est un village de la province de l'Azerbaïdjan de l'Ouest, en Iran. Il est rattaché à la préfecture de Miandoab.
Lors du recensement de 2006, le village compte 250 habitants, répartis en 52 familles.